# Bill English
Sir Simon William English, detto Bill (Lumsden, 30 dicembre 1961), è un politico neozelandese.
È stato il 39º Primo ministro della Nuova Zelanda, in carica dal dicembre 2016 all'ottobre 2017, e leader del Partito Nazionale della Nuova Zelanda. Ha conseguito la laurea in letteratura inglese presso la Università Victoria di Wellington.